# Rita Cortese
Adela Rita Cortese (Buenos Aires, 5 agosto 1949) è un'attrice e cantante argentina, vincitrice di tre premi Martín Fierro e di tre Condor d'argento.
Viene considerata una delle migliori attrici argentine di tutti i tempi.

## Biografia
Nata a Buenos Aires in una famiglia di origini spagnole e italiane, Rita Cortese intraprese gli studi in lettere e filosofia nel 1967, abbandonandoli un anno dopo per lavorare come impiegata amministrativa in un'azienda. All'età di ventiquattro anni, nel 1973, cominciò a studiare recitazione come allieva di Néstor Raimondi e successivamente di Carlos Gandolfo, due dei maggiori insegnanti di recitazione dell'epoca. Fu inoltre allieva del regista teatrale Roberto Villanueva, che la diresse in diverse commedie.
Il debutto di Rita Cortese avvenne a teatro nella commedia Marathón (1980), scritta da Ricardo Monti e diretta da Jaime Kogan.
Negli anni ottanta, Rita Cortese fu un'esponente del cosiddetto Teatro Abierto, un movimento culturale indipendente che si opponeva alla dittatura civile-militare argentina.
Nella sua proficua carriera, ottenne soprattutto ruoli da attrice non protagonista, venendo scelta come protagonista assoluta per la prima volta nel 2001, quando interpretò il film Herencia di Paula Hernández.
Al mestiere di attrice di teatro, cinema e televisione, affiancò l'attività canora principalmente come interprete di tanghi. Si dedicò inoltre ad attività sociali, come quella di insegnante di canto in un centro sociale per i senzatetto.
Nel 2013 ottenne il riconoscimento di "personalità di spicco della cultura".
Nel 2025, all'età di settantacinque anni, esordì come regista teatrale nello spettacolo No tiene un desgarrón.

## Filmografia

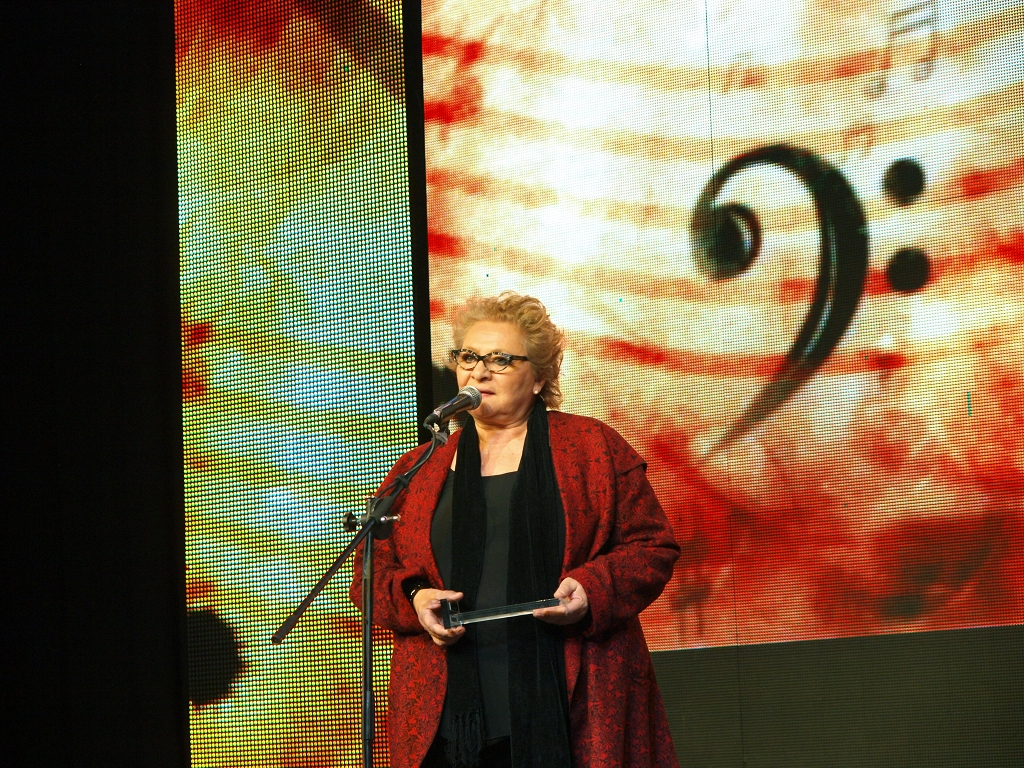
Rita Cortese nel 2010

### Cinema
- Asesinato en el Senado de la Nación, regia di Juan José Jusid (1984)
- Un muro de silencio, regia di Lita Stantic (1993)
- El sueño de los héroes, regia di Sergio Renán (1996)
- Cenizas del paraíso, regia di Marcelo Piñeyro (1997)
- Momentos robados, regia di Oscar Barney Finn (1997)
- Cohen vs. Rosi, regia di Daniel Barone (1998)
- Alma mía, regia di Daniel Barone (1999)
- Apariencias, regia di Alberto Lecchi (2000)
- Herencia, regia di Paula Hernández (2001)
- ¿Y dónde está el bebé?, regia di Pedro Stocki (2002)
- Sottosopra (Samy y yo), regia di Eduardo Milewicz (2002)
- ¿Sabés nadar?, regia di Diego Kaplan (2002)
- Monobloc, regia di Luis Ortega (2005)
- Horizontal/Vertical, regia di Nicolás Tuozzo (2009)
- Una cita, una fiesta y un gato negro, regia di Ana Halabe (2009)
- Dos hermanos, regia di Daniel Burman (2010)
- Los Marziano, regia di Ana Katz (2010)
- Viudas, regia di Marcos Carnevale (2011)
- Verdades verdaderas, regia di Nicolás Gil Lavedra (2011)
- Storie pazzesche (Relatos salvajes), regia di Damián Szifron (2014)
- Criminali come noi (La Odisea de los Giles), regia di Sebastián Borensztein (2019)
- Bruja, regia di Marcelo Páez Cubells (2019)
- Las siamesas, regia di Paula Hernández (2020)
- La sombra del gato, regia di José María Cicala (2021)
- Un crimen argentino, regia di Lucas Combina (2022)
- Il supplente (El suplente), regia di Diego Lerman (2022)
- Blondi, regia di Dolores Fonzi (2023)
- La domenica muoiono più persone (Los domingos mueren más personas), regia di Iair Said (2024)

### Televisione
- La bonita página - serie TV, 1 episodio (1990)
- Corazones de fuego - serie TV, 29 episodi (1992)
- Alta comedia - serie TV, 5 episodi (1993-1995)
- La voce del Signore (El día que me quieras) - telenovela, 194 episodi (1994)
- Los especiales de Doria - serie TV, 5 episodi (1996-1998)
- R.R.D.T. - serie TV, 29 episodi (1997)
- Señoras y señores - serie TV, 19 episodi (1997)
- Laura y Zoe - telenovela, 13 episodi (1998)
- Verano del '98 - telenovela, 245 episodi (1999-2000)
- El sodero de mi vida - serie TV, 29 episodi (2001)
- 1000 millones - telenovela, 119 episodi (2002)
- Sol negro - miniserie TV, 13 episodi (2003)
- Malandras - serie TV, 12 episodi (2003)
- Costumbres argentinas - telenovela (2003)
- Los secretos de papá - serie TV, 151 episodi (2004)
- Sin código - serie TV, 89 episodi (2005)
- Montecristo - telenovela, 1 episodio (2006)
- Lalola - serie TV, 2 episodi (2007)
- Reparaciones - film TV (2007)
- La bella Otero - La regina della belle époque - miniserie TV (2008)
- Mujeres asesinas - serie TV, 1 episodio (2008)
- Tinta argentina - serie TV, 1 episodio (2008)
- Scusate il disturbo - miniserie TV, 2 episodi (2009)
- Plan V - serie TV, 1 episodio (2009)
- Mitos, crónicas del amor descartable - miniserie TV, 13 episodi (2009)
- Botineras - telenovela, 1 episodio (2010)
- Tiempo de pensar - serie TV, 1 episodio (2011)
- Graduados - serie TV, 4 episodi (2012)
- El hombre de tu vida - miniserie TV, 1 episodio (2012)
- Volver a nacer - miniserie TV, 13 episodi (2012)
- La viuda de Rafael - miniserie TV, 12 episodi (2012)
- Historias de corazón - miniserie TV, 1 episodio (2013)
- Esa mujer - telenovela, 79 episodi (2013)
- Doce casas, historia de mujeres devotas - miniserie TV, 2 episodi (2014)
- Escuela nocturna - miniserie TV, 4 episodi (2014)
- Esperanza mía - telenovela, 193 episodi (2015-2016)
- El jardín de bronce - serie TV (2017)
- Maradona: sogno benedetto (Maradona, sueño bendito) - serie TV, 8 episodi (2021)
- La mente del poder - serie TV (2024)
- El mejor infarto de mi vida - serie TV, 4 episodi (2025)

## Riconoscimenti
- Premio Martín Fierro

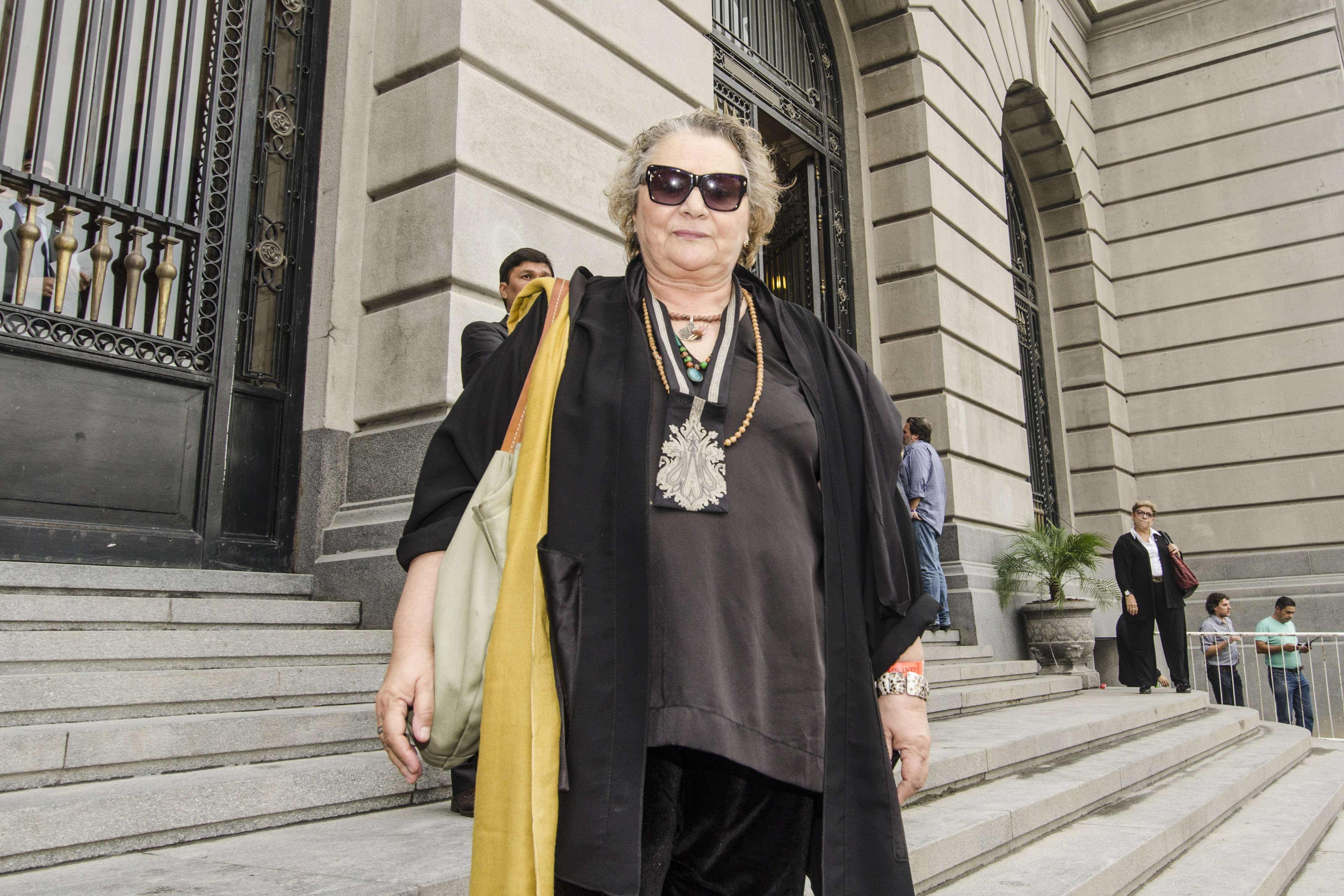
Rita Cortese nel 2015 all'inaugurazione del Centro Culturale Kirchner

  - 2001 – Migliore attrice non protagonista per El sodero de mi vida
  - 2003 – Candidatura alla miglior attrice non protagonista per Sol negro
  - 2005 – Migliore attrice non protagonista in una serie commedia per Sin código
  - 2007 – Migliore apparizione speciale per Lalola

- Condor d'argento
  - 2003 – Miglior attrice per Herencia
  - 2012 – Candidatura alla miglior attrice non protagonista per Los Marziano
  - 2015 – Candidatura alla miglior attrice non protagonista per Storie pazzesche
  - 2021 – Candidatura alla miglior attrice protagonista per Las siamesas
  - 2022 – Miglior attrice non protagonista in una serie per Maradona: sogno benedetto
  - 2023 – Candidatura alla miglior attrice non protagonista per Un crimen argentino
  - 2024 – Miglior attrice non protagonista per Blondi

- Premio Clarín
  - 2002 – Miglior attrice cinematografica per Herencia
  - 2008 – Candidatura alla miglior attrice televisiva drammatica per Mujeres asesinas

- Premio Sur
  - 2011 – Candidatura alla miglior attrice non protagonista per Los Marziano
  - 2014 – Candidatura alla miglior attrice protagonista per Storie pazzesche
  - 2020 – Candidatura alla miglior attrice protagonista per Las siamesas
  - 2023 – Candidatura alla miglior attrice non protagonista per Il supplente
  - 2024 – Miglior attrice non protagonista per Blondi

- Premio Konex
  - 2011 – Premio alla carriera come miglior interprete femminile di musical[16]

- Amiens International Film Festival
  - 2001 – Miglior attrice per Herencia

- Ourense Independent Film Festival
  - 2001 – Miglior attrice per Herencia

- Viña del Mar International Film Festival
  - 2001 – Miglior attrice per Herencia

- Premio Días de cine
  - 2015 – Candidatura alla miglior attrice in lingua spagnola per Storie pazzesche